# There Is No Hell Like Other Peoples Happiness
There Is No Hell Like Other Peoples Happiness är Örebrogruppen Franky Lees andra musikalbum som släpptes 4 november 2011 på bandets eget bolag Franky Music.

## Låtlista
1. "No Motion"
2. "Set The Scene"
3. "Genius And Imagination"
4. "The Fall of The Greatly Misunderstood"
5. "A Cunning Plan"
6. "Death To Myself
7. "Stone Cold Lazy"
8. "Power Not Truth"
9. "Blinker Beat"
10. "Trust In Me"
11. "I Will Soldier On"
12. "A Man Without A Heart"
13. "Cut The Feeling"